# Tim de Cler
Tim de Cler (Leiden, 8 november 1978) is een Nederlands voormalig profvoetballer. De Cler speelde in zijn laatste seizoen als linkerverdediger voor de Cypriotische voetbalclub AEK Larnaca. Eerder speelde hij in zijn thuisland voor Ajax, AZ en Feyenoord. Tussen 2005 en 2008 kwam hij 17 keer uit voor het Nederlands voetbalelftal. In augustus 2013 is hij gestopt met profvoetbal en is gaan spelen bij voetbalclub LVV Lugdunum in Leiden.

## Loopbaan
De eerste club van De Cler was LVV Lugdunum uit Leiden. Vervolgens ging hij naar Ajax. Daar speelde hij uiteindelijk vijf jaar waarvan 78 wedstrijden in de basis. De Cler debuteerde op 23 april 1998 in het eerste elftal van Ajax. Na het seizoen 2001/02 kwam hij uit voor de voetbalclub AZ, onder trainer/coach Henk van Stee en toenmalig AZ-directeur voetbalzaken Martin van Geel. Hij speelde hier 160 wedstrijden in vijf jaar tijd. Bij AZ werd De Cler in 2002 uitgeroepen tot beste nieuwe aankoop van het seizoen.
De Cler, inzetbaar als linksback, linkshalf of linksbuiten, groeide bij AZ uit tot een vaste waarde op de linkerflank. Bondscoach Marco van Basten selecteerde De Cler voor het Wereldkampioenschap voetbal 2006. Hij speelde op het WK mee in de groepswedstrijd tegen Argentinië (0-0).
Op vrijdag 22 juni 2007 werd bekend dat De Cler vanaf 1 juli 2007 voor Feyenoord zou spelen. De transfer was verrassend te noemen, omdat een transfer naar landskampioen PSV aanstaande was. Het was Bert van Marwijks eerste aankoop voor het seizoen 2007/2008. Voor Tim de Cler betekende het dat hij eindelijk terechtkwam bij de club van zijn dromen. Als jeugdspeler bij Ajax was hij al supporter van de grote concurrent Feyenoord. Volgens eigen zeggen was hij bij Ajax in die tijd niet de enige.
In zijn eerste seizoen pakte De Cler meteen een prijs, namelijk de KNVB beker. Deze werd behaald door in de finale met 2-0 van Roda JC te winnen.
Op 15 augustus 2010 werd De Cler in de rust van het met 3-2 verloren duel met Excelsior gewisseld omdat hij tegen trainer Mario Been inging. Bij een 1-1 stand verweet Been een ieder uit zijn elftal het slechte spel. De Cler vond dat hij wel lekker speelde en vertelde dat. Daarop werd hij gewisseld en per direct uit de selectie geplaatst. Deze verwijdering was echter van korte duur.
Na zijn voetballoopbaan kocht hij een café in Leiden.

### Overzicht
| Seizoen | Land      | Club        | Competitie          | Wedstrijden | Goals |
| ------- | --------- | ----------- | ------------------- | ----------- | ----- |
| 1997/98 | Nederland | Ajax        | Eredivisie          | 1           | 0     |
| 1998/99 | Nederland | Ajax        | Eredivisie          | 12          | 0     |
| 1999/00 | Nederland | Ajax        | Eredivisie          | 21          | 0     |
| 2000/01 | Nederland | Ajax        | Eredivisie          | 25          | 2     |
| 2001/02 | Nederland | Ajax        | Eredivisie          | 16          | 0     |
| 2002/03 | Nederland | AZ          | Eredivisie          | 30          | 2     |
| 2003/04 | Nederland | AZ          | Eredivisie          | 33          | 0     |
| 2004/05 | Nederland | AZ          | Eredivisie          | 32          | 1     |
| 2005/06 | Nederland | AZ          | Eredivisie          | 30          | 0     |
| 2006/07 | Nederland | AZ          | Eredivisie          | 32          | 1     |
| 2007/08 | Nederland | Feyenoord   | Eredivisie          | 32          | 1     |
| 2008/09 | Nederland | Feyenoord   | Eredivisie          | 19          | 0     |
| 2009/10 | Nederland | Feyenoord   | Eredivisie          | 7           | 0     |
| 2010/11 | Nederland | Feyenoord   | Eredivisie          | 29          | 0     |
| 2011/12 | Cyprus    | AEK Larnaca | Marfin Laiki League | 26          | 1     |
| 2012/13 | Cyprus    | AEK Larnaca | Marfin Laiki League | 15          | 0     |
|         |           |             | Totaal              | 361         | 8     |

## Nederlands Elftal
- 17 Wedstrijden
- 0 Doelpunten

## Erelijst
- Eredivisie 1998, 2002 (Ajax)
- KNVB beker 1999 (Ajax) 2008 (Feyenoord)
- Selectie WK 2006 (Nederland)
- Selectie EK 2008 (Nederland)